# Không tôn giáo

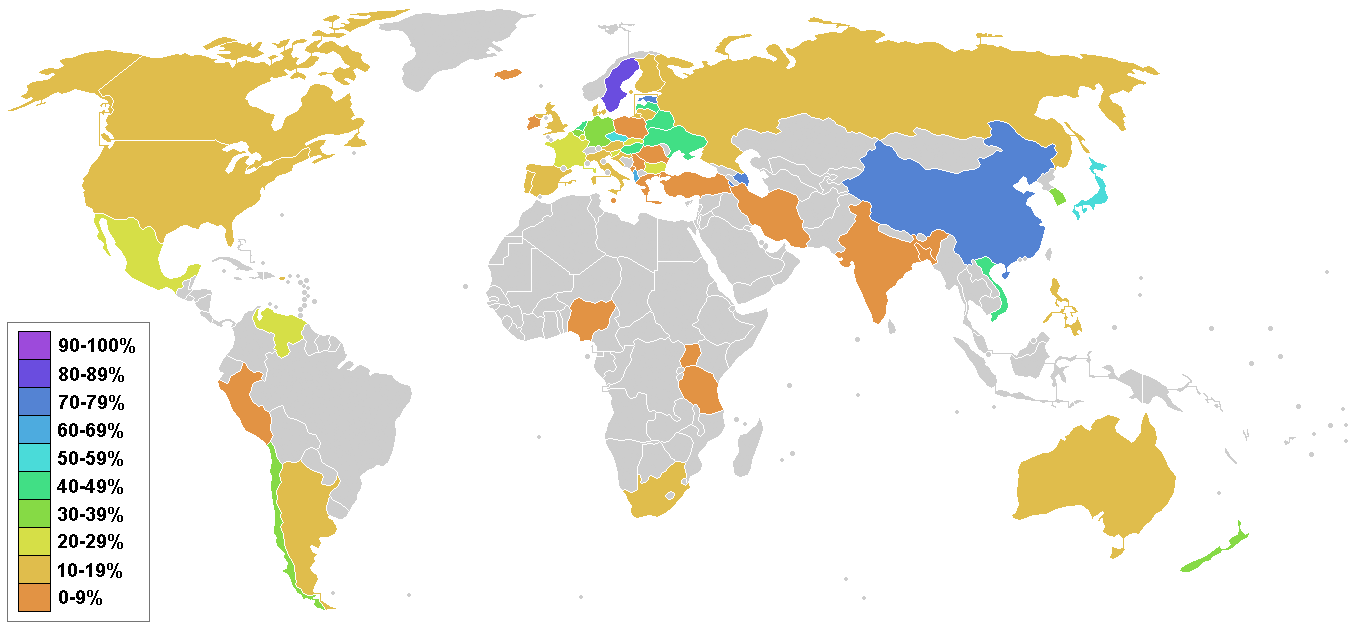
Bản đồ thế giới về số phần trăm dân số không tôn giáo

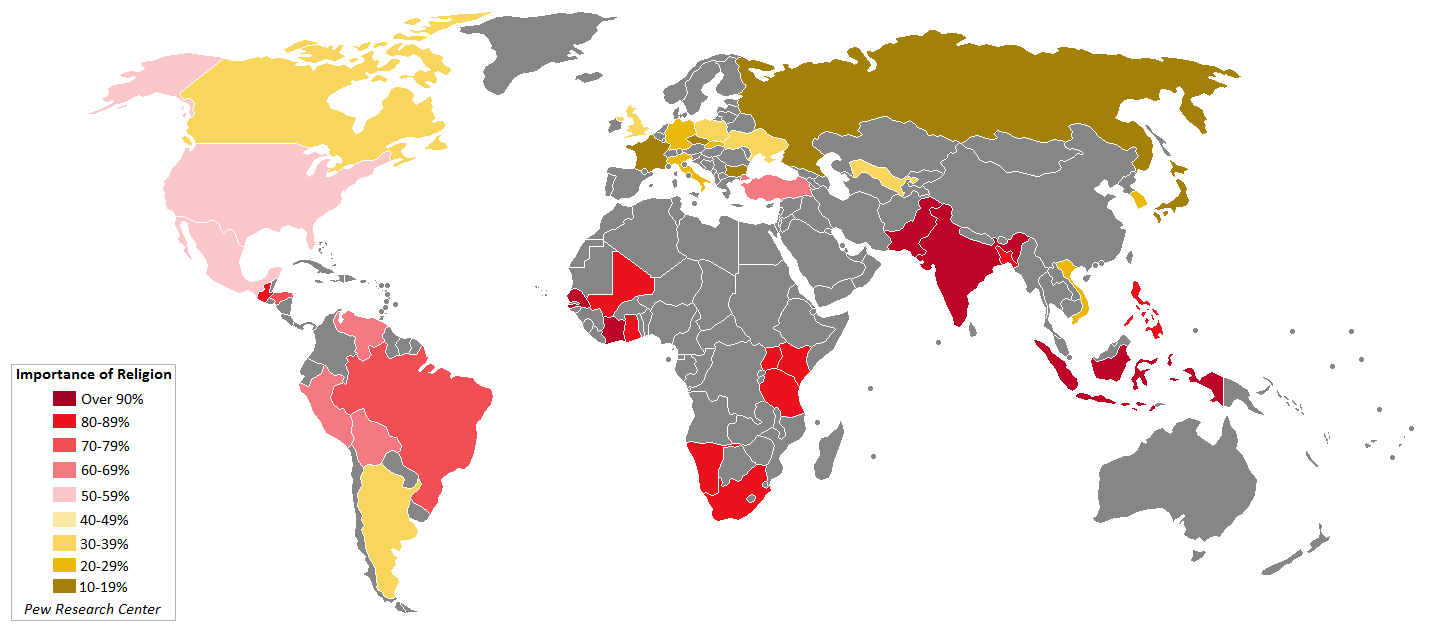
Bản đồ thế giới dựa trên kết quả nghiên cứu của Pew Research Center năm 2002 về phần trăm dân số cho rằng tôn giáo là quan trọng

Không tôn giáo là không có niềm tin và thực hành tôn giáo, thờ ơ với tôn giáo, hoặc chống đối tôn giáo. Tùy thuộc vào ngữ cảnh, thuyết không tôn giáo có thể được hiểu như là thuyết vô thần, thuyết bất khả tri, thuyết hoài nghi, thuyết tư tưởng tự do, hay thuyết nhân văn thế tục.

## Niềm tin
Những người không tôn giáo thường có niềm tin về cuộc sống giống như những tín đồ tôn giáo vậy. Ví dụ, những người có quan điểm nhân sinh (life stance) của chủ nghĩa nhân văn tự cho mình có niềm tin sâu sắc vào quan điểm nhân sinh của họ cũng nhiều như bất kỳ niềm tin tôn giáo nào.

## Những người không tôn giáo
Tuy nhiên, những người được cho là không tôn giáo có thể không theo bất cứ tôn giáo nào, nhưng không phải tất cả những người này đều không có niềm tin vào siêu nhiên hay thánh thần. Họ dường như tin vào tôn giáo một cách miễn cưỡng, bất đắc dĩ. Cũng cần chú ý rằng những quốc gia như Ả Rập Xê Út, nhà nước bắt mọi người phải theo Hồi giáo nên số người theo thống kê có thể không được chính xác cho lắm. Những người không tôn giáo thường tập trung vào công việc, khả năng sống sót và vũ trụ hơn những người theo đạo

## Thống kê theo quốc gia
| không tôn giáo trên thế giới | | |
| Quốc gia                     | Phần trăm nhận là không có tín ngưỡng | Nguồn |
| Việt Nam                     | 81% | Dentsu Communication Institute Inc, Trung tâm Nghiên cứu Nhật (2006) |
| Estonia                      | 75,7% | Dentsu Communication Institute Inc, Trung tâm Nghiên cứu Nhật (2006) |
| Azerbaijan                   | 74% | Gallup Poll |
| Albania                      | 60%-75% | US Department of State – Báo cáo Tự do Tôn giáo Quốc tế 2007 "Instantanés d’Albaníe, un autre regard sur les Balkans", 2005 Various publications                                    |
| Trung Quốc                   | 59-71% | Nhiều ấn bản khác nhau |
| Thụy Điển                    | 46%-85% | Zuckerman, Phil. "Atheism: Contemporary Rates and Patterns", chapter in The Cambridge Companion to Atheism, ed. by Michael Martin, Cambridge University Press: Cambridge, UK (2005) |
| Cộng hòa Czech               | 59% | Văn phòng Thống kê Czech (2001 census) |
| Đức                          | 59% | Worldwide Independent Network/Gallup International Association (2015) |
| Nhật Bản                     | 51,8% | Dentsu Communication Institute Inc, Trung tâm Nghiên cứu Nhật (2006) |
| Nga                          | 48,1% | Dentsu Communication Institute Inc, Trung tâm Nghiên cứu Nhật (2006) |
| Belarus                      | 47,8% | Dentsu Communication Institute Inc, Trung tâm Nghiên cứu Nhật (2006) |
| Hà Lan                       | 44,0% | Phòng kế hoạch Văn hóa và Xã hội |
| Phần Lan                     | 28%-60% | Zuckerman, Phil. "Atheism: Contemporary Rates and Patterns", chapter in The Cambridge Companion to Atheism, ed. by Michael Martin, Cambridge University Press: Cambridge, UK (2005) |
| Hungary                      | 42,6% | Dentsu Communication Institute Inc, Trung tâm Nghiên cứu Nhật (2006) |
| Ukraina                      | 42,4% | Dentsu Communication Institute Inc, Trung tâm Nghiên cứu Nhật (2006) |
| Latvia                       | 40,6% | Dentsu Communication Institute Inc, Trung tâm Nghiên cứu Nhật (2006) |
| Hàn Quốc                     | 36,4% | Dentsu Communication Institute Inc, Trung tâm Nghiên cứu Nhật (2006) |
| Bỉ                           | 35,4% | Dentsu Communication Institute Inc, Trung tâm Nghiên cứu Nhật (2006) |
| New Zealand                  | 34,7% (87,3% những người được hỏi đã trả lời) | Statistics New Zealand (2006 census) |
| Chile                        | 33,8% | Dentsu Communication Institute Inc, Trung tâm Nghiên cứu Nhật (2006) |
| Luxembourg                   | 29,9% | Dentsu Communication Institute Inc, Trung tâm Nghiên cứu Nhật (2006) |
| Slovenia                     | 29,9% | Dentsu Communication Institute Inc, Trung tâm Nghiên cứu Nhật (2006) |
| Pháp                         | 27,2% (23,9% phụ nữ, 30,6% nam giới) | INSEE (2004 survey) |
| Venezuela                    | 27,0% | Dentsu Communication Institute Inc, Trung tâm Nghiên cứu Nhật (2006) |
| Slovakia                     | 23,1% | Dentsu Communication Institute Inc, Trung tâm Nghiên cứu Nhật (2006) |
| México                       | 20,5% | Dentsu Communication Institute Inc, Trung tâm Nghiên cứu Nhật (2006) |
| Litva                        | 19,4% | Dentsu Communication Institute Inc, Trung tâm Nghiên cứu Nhật (2006) |
| Đan Mạch                     | 19% | Eurobarometer(2005) |
| Úc                           | 18,7% (88.8% người được hỏi đã trả lời). 29,9% không trả lời hoặc không trả lời rõ ràng                                                                                             | Australian Bureau of Statistics (điều tra dân số 2006) |
| Ý                            | 17,8% | Dentsu Communication Institute Inc, Trung tâm Nghiên cứu Nhật (2006) |
| Tây Ban Nha                  | 17% | Centre of Sociological Investigations (2005) |
| Canada                       | 16,2% | Canada 2001 Census |
| Argentina                    | 16,0% | Gallup-Argentina poll, tháng 4 năm 2001 |
| Anh                          | 15,5% trả lời là không có tôn giáo. (23,2% không trả lời) | Thống kê của Anh năm 2001. |
| Nam Phi                      | 15,1% | Statistics South Africa Census 2001 |
| Hoa Kỳ                       | 15,0% (94,6% người được hỏi đã trả lời, điều tra mẫu gồm 50.281 hộ gia đình ở 48 bang Hoa Kỳ; 21% nhân viên quân sự, 32% nếu tính cả những người không trả lời và trả lời không rõ) | American Religious Identification Survey (2001), báo cáo của US Census Bureau; America's Military Population (Population Reference Bureau)                                          |
| Croatia                      | 13,2% | Dentsu Communication Institute Inc, Trung tâm Nghiên cứu Nhật (2006) |
| Áo                           | 12,2% | Dentsu Communication Institute Inc, Trung tâm Nghiên cứu Nhật (2006) |
| Bồ Đào Nha                   | 11,4% | Dentsu Communication Institute Inc, Trung tâm Nghiên cứu Nhật (2006) |
| Puerto Rico                  | 11,1% | Dentsu Communication Institute Inc, Trung tâm Nghiên cứu Nhật (2006) |
| Bulgaria                     | 11,1% | Dentsu Communication Institute Inc, Trung tâm Nghiên cứu Nhật (2006) |
| Iceland                      | 11% | Eurobarometer Poll (2005) |
| Philippines                  | 10,9% | Dentsu Communication Institute Inc, Trung tâm Nghiên cứu Nhật (2006) |
| Brasil                       | 7,4% | National Demografic Census in 2000, conducted by the IBGE. |
| Ấn Độ                        | 6,6% | Dentsu Communication Institute Inc, Trung tâm Nghiên cứu Nhật (2006) |
| Ba Lan                       | 6% | Public Opinion Research Centre (2007) |
| Serbia và Montenegro         | 5,8% | Dentsu Communication Institute Inc, Trung tâm Nghiên cứu Nhật (2006) |
| Ireland                      | 4,5% | Central Statistics Office Ireland Census 2006 |
| Peru                         | 4,7% | Dentsu Communication Institute Inc, Trung tâm Nghiên cứu Nhật (2006) |
| Hy Lạp                       | 4,0% | Dentsu Communication Institute Inc, Trung tâm Nghiên cứu Nhật (2006) |
| Thổ Nhĩ Kỳ                   | 2,5% | Dentsu Communication Institute Inc, Trung tâm Nghiên cứu Nhật (2006) |
| România                      | 2,4% | Dentsu Communication Institute Inc, Trung tâm Nghiên cứu Nhật (2006) |
| Tanzania                     | 1,7% | Dentsu Communication Institute Inc, Trung tâm Nghiên cứu Nhật (2006) |
| Malta                        | 1,3% | Dentsu Communication Institute Inc, Trung tâm Nghiên cứu Nhật (2006) |
| Iran                         | 1,1% (Tư tưởng vô thần và bất khả tri là bất hợp pháp) | Dentsu Communication Institute Inc, Trung tâm Nghiên cứu Nhật (2006) |
| Uganda                       | 1,1% | Dentsu Communication Institute Inc, Trung tâm Nghiên cứu Nhật (2006) |
| Nigeria                      | 0,7% | Dentsu Communication Institute Inc, Trung tâm Nghiên cứu Nhật (2006) |
| Bangladesh                   | 0,1% | Dentsu Communication Institute Inc, Trung tâm Nghiên cứu Nhật (2006) |